# Pycnophyes borealis
Pycnophyes borealis är en djurart som tillhör fylumet pansarmaskar, och som beskrevs av Higgins och Korczinski 1990. Pycnophyes borealis ingår i släktet Pycnophyes och familjen Pycnophyidae. Inga underarter finns listade i Catalogue of Life.